# フランツ・エルトマン (ザクセン＝ラウエンブルク公)
フランツ・エルトマン（Franz Erdmann, 1629年2月25日 - 1666年7月30日）は、ザクセン＝ラウエンブルク公（在位：1665年 - 1666年）。

## 生涯
フランツ・エルトマンは、ザクセン＝ラウエンブルク公ユリウス・ハインリヒ（1586年 - 1665年）と、ブランデンブルク選帝侯ヨハン・ゲオルクの娘でヤヌシュ・ラジヴィウの未亡人のエリザベート・ゾフィー（1589年 - 1629年）との間に長男として生まれた。ルター派の教育を受け育てられたが、父親はカトリックに改宗していた。
三十年戦争において、フランツ・エルトマンは対ポーランド戦でスウェーデン軍の少将として活躍し、対フランス戦では帝国軍の元帥として活躍した。
1654年、フランツ・エルトマンは伯父ザクセン＝ラウエンブルク公アウグストの娘ジビッラ・ヘートヴィヒ（1625年 - 1703年）と結婚した。同年にグロース・グレーナウにフュルステンホーフ宮殿を建てさせ、後にこの場所に造幣局と印刷所を設置し、そこに居を構え、聖ヴィレハト教会に新しい説教壇と公爵のための席をつくった。
1665年に父の後を継いでザクセン＝ラウエンブルク公となったが、それから1年たたずに死去した。治世の間、1665年にリューベックの職人の反乱が発生し、ラウエンブルク公領にも広がり、魔女狩りが処刑の増加とともに激化した。「Der Fortwuchernde」という名で、「実りを結ぶ会」の会員として認められた。
フランツ・エルトマンには子供がいなかったため、異母弟のユリウス・フランツが公爵位を継いだ。